# Mielislampi
Mielislampi är en sjö i kommunen Haapavesi i landskapet Norra Österbotten i Finland. Arean är 33 hektar och strandlinjen är 2,22 kilometer lång. Sjön  ingår i Pyhäjoki älvs huvudavrinningsområde.   Den ligger omkring 89 kilometer söder om Uleåborg och omkring 450 kilometer norr om Helsingfors. 